# Erica rhodopis
Erica rhodopis är en ljungväxtart som beskrevs av Harry Bolus. Erica rhodopis ingår i släktet klockljungssläktet, och familjen ljungväxter. Inga underarter finns listade i Catalogue of Life.